# روبرت ماكروير
روبرت ماكروير، هو عالم أمريكي بارز، ولد في عام 1966، لقد ساهم بشكل فعال في مجالات الدراسات العابرة للحدود الوطنية، خاصة فيما يتعلق بالمثلية الجنسية والإعاقة. يُعتبر ماكروير من العلماء المؤسسين لمجال دراسات الإعاقة المثلية، حيثُ ترك بصمة واضحة في تطوير النظرية المعروفة باسم نظرية الإعاقة.   وهو الآن يشغل منصب أستاذ اللغة الإنجليزية في جامعة جورج واشنطن في العاصمة واشنطن.
حصل ماكروير على شهادة بكالوريوس لغة إنجليزية من كلية كالفن في عام1988، وأكمل ماجستير ونال شهادة في اللغة الإنجليزية بجامعة إلينوي في أوربانا شامبين عام 1990، والدكتوراه في اللغة الإنجليزية من جامعة إلينوي في أوربانا شامبين عام 1995، تحت إشراف مايكل بيروبي.   من مؤلفاته:" النهضة المثلية: الأدب الأمريكي المعاصر وإعادة اختراع الهويات المثلية والمثليين"  و"نظرية النقد : العلامات الثقافية للمثلية والإعاقة".  كما قام بتحرير كتاب" الجنس والإعاقة"، بالتعاون مع آنا مولو، وكتاب" الرغبة في الإعاقة: النظرية المثلية تلتقي دراسات الإعاقة" مع آبي إل ويلكرسون.
يتركز عمل ماكروير على الدراسات الثقافية المعقدة والنظرية النقدية. في عام 2018، أصدرت مطبعة جامعة نيويورك كتاب" McRuer's Crip Times: Disability, Globalization, and Resistance"، الذي يتناول موضوع الإعاقة في إطار الاقتصادات السياسية المعاصرة، بالإضافة إلى الأدوار التي تلعبها الحركات والتمثيلات الخاصة بالأشخاص ذوي الإعاقة في مواجهة أشكال العولمة المُهيمنة. كما أن كتابه الأول كان يدور حول الأدب المُعاصر لمجتمع LGBT، مع التركيز على الأعمال الأدبية للأفراد من ذوي البشرة الملونة، بينما يتناول كتابه الصادر عام 2018 التنافس الثقافي بين المثلية والإعاقة النقدية والمعايير السائدة حول الجنسية المثلية والقدرة الجسدية الإجبارية. 

## قائمة المنشورات
هذه قائمة جزئية للمنشورات التي كتبها روبرت ماكروير:
- "زيارة الاختلاف: راندال كينان ونظرية المثلية السوداء". (1993) مجلة المثلية الجنسية ، 26.2-3: 221-232.
- "قصص الأولاد الخاصة وتهجئات جديدة لاسمي: الخروج من الخزانة وأساطير أخرى حول المواقف المثلية". (1994) الأجناس ، 260-260.
- النهضة المثلية: الأدب الأمريكي المعاصر وإعادة اختراع الهويات المثلية والمثليين . (1997) مطبعة جامعة نيويورك. ((ردمك 978-0-8147-5555-6) ).
- "الاستثمارات الحاسمة: الإيدز، وكريستوفر ريف، ودراسات المثليين/ذوي الإعاقة". (2002) مجلة العلوم الإنسانية الطبية ، 23.3-4: 221-237.
- الرغبة في الإعاقة: النظرية المثلية تلتقي بدراسات الإعاقة . (2003، تم تحريره بالاشتراك مع إيلين سامويلز) عدد خاص من مجلة GLQ: مجلة الدراسات المثلية والمثليين ، 9.1/2.
- "أفضل ما يمكن الحصول عليه: النظرية المثلية والإعاقة الحرجة". (2003) GLQ: مجلة الدراسات المثلية والمثليين 9.1-2: 79-105. بي دي إف .
- "تكوين الأجساد؛ أو التفكيك: النظرية المثلية، ودراسات الإعاقة، والأجسام البديلة". (2004) JAC ، 24.1: 47–78. بي دي إف .
- "نظرة ثاقبة على الرجل العادي: النظرية المثلية وتأديب دراسات الإعاقة". (2005) PMLA ، 120.2: 586-592.
- "القدرة الجسدية الإجبارية والوجود المثلي/المعاق". (2006) في لينارد جيه ديفيس، المحرر. قارئ دراسات الإعاقة . الطبعة الثانية روتليدج. 88–99. بي دي إف .
- نظرية الإعاقة: العلامات الثقافية للمثلية الجنسية والإعاقة . (2006) مقدمة بقلم مايكل بيروبي. مطبعة جامعة نيويورك. ((ردمك 978-0-8147-5712-3) ).
- "لم يتم التعرف علينا أبدًا: النسوية، ونظرية المثلية الجنسية، وعالم المعوقين". (2006) مراجعة التاريخ الجذري ، 94: 148-154.
- "التوجه إلى البنك: الاستقلال والشمول في السوق العالمية". (2007) مجلة دراسات الإعاقة الأدبية والثقافية ، 1.2: 5-14. بي دي إف .
- "القومية تجاه ذوي الإعاقة في زمن الكساد". (2010) مجلة دراسات الإعاقة الأدبية والثقافية ، 4.2: 163-178.
- "تعطيل الجنس: ملاحظات حول نظرية الإعاقة الجنسية". (2011) GLQ: مجلة دراسات المثليات والمثليين 17.1: 107-117.
- الجنس والإعاقة . (2012، تم تحريره بالاشتراك مع آنا مولو) مطبعة جامعة ديوك. ((ردمك 978-0-8223-5154-2) ).
- أوقات الشلل: الإعاقة والعولمة والمقاومة . (2018) مطبعة جامعة نيويورك.(ردمك 978-1-4798-2631-5)رقم ISBN 978-1-4798-2631-5

## الكتب
- أوقات CRIP: الإعاقة والعولمة والمقاومة، اتجاهات جديدة في سلسلة دراسات الإعاقة. نيويورك، مطبعة جامعة نيويورك، 2018.
- نظرية كريب: علامات ثقافية للغرابة والإعاقة، سلسلة الجبهة الثقافية. نيويورك:دار نشر جامعة نيويوركن2006.

وصل إلى التصفيات النهائية لجائزة لامدا الأدبية لعام 2007 في دراسات مجتمع الميم. فازت بجائزة آلان بري التذكارية للكتاب لعام 2007 (مقدمة من تجمع GL/Q في رابطة اللغة الحديثة). أُعيد طبعها بعنوان""Teoría Crip: Signos culturales de lo queer y de la discapacidad" تُرجمت إلى الإسبانية بواسطة خافيير سايت ديل آلامو. مدريد، كاوطيكا ليبروس،2021.
أُعيد طبعها بعنوان""Teoria Crip: Segni culturali di queerness e disabilità". تُرجم إلى الإيطالية بواسطة فالي بالدولي، بياتريتشي غوسمانو، وماتو دي إبيفانيو. بولونيا، أودويا،2023.
- النهضة الكويرية: الأدب الأمريكي المعاصر وإعادة ابتكار الهويات المثلية (النسائية والرجالية). نيويورك، دار نشر جامعة نيويورك، 1997.[4]

## مقابلات
- روبرت مكروير، منظّر في مجال الإعاقة: "لا نريد أن تُستخدم الأشخاص ذوو الإعاقة لإخفاء اضطهاد الآخرين." مقابلة أجراها إدواردو ديلغادو. صحيفة "لا دياريا" (أوروغواي)، 8أبريل 2023. أُجريت هذه المقابلة بالإسبانية ولم تُنشر بالإنجليزية.[4]
- "بعيد المنال: إميلي باركر وروبرت مكروير في حوار". عدد الجسد. مجلة أوتر، العدد 14(ربيع/صيف2022) الصفحات 229-226.[4]
- "انتظار العجز" مجلة 22، Punctum نوفمبر 2021: مقابلة أُجريت مع أنيزيه بوندينا، وترجمت إلى اللغة اللاتفية بواسطة أنيزيه بوندينا (لم تنشر هذه المقابلة بالإنجليزية).[4]
- "الكوير والكريب كأشكال من إعادة التملك للكرامة المُعارضة: حوار مع روبرت مكروير." بالاشتراك مع ميلانيا موسكوسو بيريث وسوليداد أرنو ريبوليس. في ديليمتا مجلة الدولية للأخلاقيات التطبيقية، العدد 20 (2016): الصفحات 144-137. (أُجريت هذه المقابلة بالإسبانية ولم تُنشر بالإنجليزية).[4]
- "أداء كريب/كوير: حوار مع مارغريت شيلدريك وروبرت مكروير." مع أليسون كامبل وستيفن فارير. في كتاب "الدراماتورجيا الكويرية: وجهات نظر دولية حول أين يقود الأداء الكوير". تحرير أليسون كامبل وستيفن فارير. لندن: بالغريف-ماكميلان،2016. الصفحات278-263.[4]
- "فائض الكريب، الفن والسياسة: حوار مع روبرت مكرور." مع دانييل بيرز وميليسا بريتين. العدد الخاص حول "الجسديات المتنازع عليها"، تحرير سارة بروفي وجانيس هلادكي.[4] مراجعة التعليم، البيداغوجيا، والدراسات الثقافية، المجلد 34، العددان 3-4 (2012): الصفحات 148-155. أُعيد نشره في كتاب "البيداغوجيا، ممارسات الصورة، والجسديات المتنازع عليها"، تحرير سارة بروفي وجانيس هلادكي.نيويورك: روتليدج، 2015. الصفحات 74-81.[4]
- "ضد الصحة: عن المعوقين، المرضى، والمكسورين في الرأسمالية. مقابلة أجراها تيم شتوتغن مع المنظّر الكريب روبرت مكرور." مجلة HATE: مجلة للملاءمة والأسلوب، العدد 9 (2012): الصفحات 115-127.[4] تُرجمت إلى الألمانية بواسطة تيم شتوتغن (لم تُنشر هذه المقابلة بالإنجليزية).[4]

## الزمالات والمنح والجوائز
- جائزة جيم فيريس للإنجاز المتميز في مجال الإعاقة والاتصالات. جمعية الاتصالات الوطنية، لجنة قضايا الإعاقة(DIC)، 2023.[4]
- المُشارك الرئيسي في القيادة وفريق إعداد المقترح، منحة مؤسسة ميلون (487.000 دولار)، "سرد القصص للجميع: مختبرات العدالة في مجال الإعاقة"،2025-2023.[4]
- جائزة المراجع المتميز في المجلات، دار نشر جامعة ليفربول،2015. صندوق تسهيل الجامعة (10,000دولار)، مكتب نائب الرئيس للأبحاث، جامعة جورج واشنطن (لمشروع "أوقات كريب: الإعاقة، العولمة، والمقاومة")،2014.[4]
- جائزة آلان بري التذكارية للكتاب (عن كتاب"نظرية كريب: علامات ثقافية للغرابة والإعاقة")، تجمع GL/Q في رابطة اللغة الحديثة،2007.[4]
- جائزة أفضل عدد خاص، حول"رغبة الإعاقة: لقاء نظرية الكوير بدراسات الإعاقة")، مجلس محرري المجلات العلمية (CELJ)،2003.[4]
- جائزة تسليم الشعلة (5,000 دولار، تُمنح سنويًا للاعتراف بإنجازات الباحث الناشئ في دراسات مجتمع الميم/الكوير)، مركز الدراسات النسائية والمثلية (CLAGS)،2002.[4]
- الوقف الوطني للمعهد الصيفي للعلوم الإنسانية لدراسات الإعاقة ، صيف 2000.[4]
- زمالة بولين جراج ، خريف 1993 ، خريف 1994[4]
- زمالة دونالد سمالي ، خريف 1993[4]